# كلية سهل نينوى الجامعة
كلية سهل نينوى الجامعة هي كلية أهلية عراقية تقع في محافظة نينوى ، أسست عام 2024، تضم العديد من الاقسام الدراسية المهمة.

## أقسام الكلية
تضم الأقسام التالية:
قسم طب الأسنان
قسم تقنيات المختبرات الطبية
قسم تقنيات الأشعة والسونار
قسم تقنيات التخدير
قسم هندسة الأجهزة الطبية